# Biniewo
Biniewo – osada w Polsce położona w województwie wielkopolskim, w powiecie obornickim, w gminie Rogoźno, 1 km na północ od Marlewa.
W latach 1975–1998 miejscowość należała administracyjnie do województwa pilskiego. Dawniej wchodziła w skład dominium siernickiego.